# Domovinski križ na Sokolovcu
Domovinski križ na Sokolovcu je monumentalni i spomen-križ u Hrvatskoj.

## Zemljopisni položaj
Nalazi se na uzvisini Sokolovcu, ponad grada Požege, na vrhu na 330,2 metra nadmorske visine.

## Povijest
Podignut je 1993. godine na mjestu gdje je bio stari drveni križ, koji su sredinom 19. stoljeća podigli franjevci. Križ je na povijesnom mjestu borbe za oslobođenje Požege od Turaka, gdje je vojska predvođena fra Lukom Ibrišimovićem – Sokolom izvojevala pobjedu 1689. godine. Križ je dala podići Matica hrvatska i Hrvatski domobran Požega. Podignut je u znak sjećanja i zahvalnosti svima poginulima za Hrvatsku od prvoga spomena imena do danas. Svečanost posvete bila je 18. rujna 1993. godine. Križ je postavljen "u slavu Bogu vječnom, na ponos gradu svom, za zahvalnost palima Za Dom". Pristup je tad bio moguć samo pješice. Po olujnom i kišovitom vremenu događaju je nazočio veliki broj Požežana, te državnih i lokalnih dužnosnika na čelu s ondašnjim dopredsjednikom hrvatske Vlade Vladimirom Šeksom. Govor je održao predsjednik Matice hrvatske Požega (od 1990. do 2000.) dr. Željko Muljević, nakon čega su Domovinski križ posvetili požeški franjevci. Najzaslužniji za podizanje križa su g. Badanjak, uz Željko Muljević, Bernardo Tancoš i Drago Franić. Lipnja 2015. članovi Udruge vinogradara i voćara "Stjepan Koydl" iz Požege pokrenuli su akciju čišćenja i uređivanja vinogradskog puta prema Domovinskom križu na Požeškoj gori.

## Osobine
Strana koja je okrenuta ka Požezi po sebi ima LED svijeće. Križ je visine 12 metara.
Postolje je betonsko i četvrtasto. Na nj se nastavlja trapezasti nastavak koji se skuplja. Stup dužeg kraka križa skuplja se prema vrhu.

## Vanjske poveznice
- Domovinski križ 2016., Planinarimo.info

- Domovinski križ 2016., Planinarimo.info